# جورج جي. سادوفسكي
جورج جي. سادوفسكي (بالإنجليزية: George G. Sadowski) هو محامي وسياسي أمريكي، ولد في 12 مارس 1903 في الولايات المتحدة، وتوفي في 9 أكتوبر 1961 في نفس البلد. حزبياً، نشط في الحزب الديمقراطي.

## مناصب
- انتخب مندوب [الإنجليزية]‏ (1932 – 1932).
- انتخب عضو  [لغات أخرى]‏ (1930 – 1936).
- انتخب عضو مجلس ولاية ميشيغان (1931 – 1932).
- انتخب عضو مجلس النواب الأمريكي.